# Haus Wittgenstein (Bornheim)

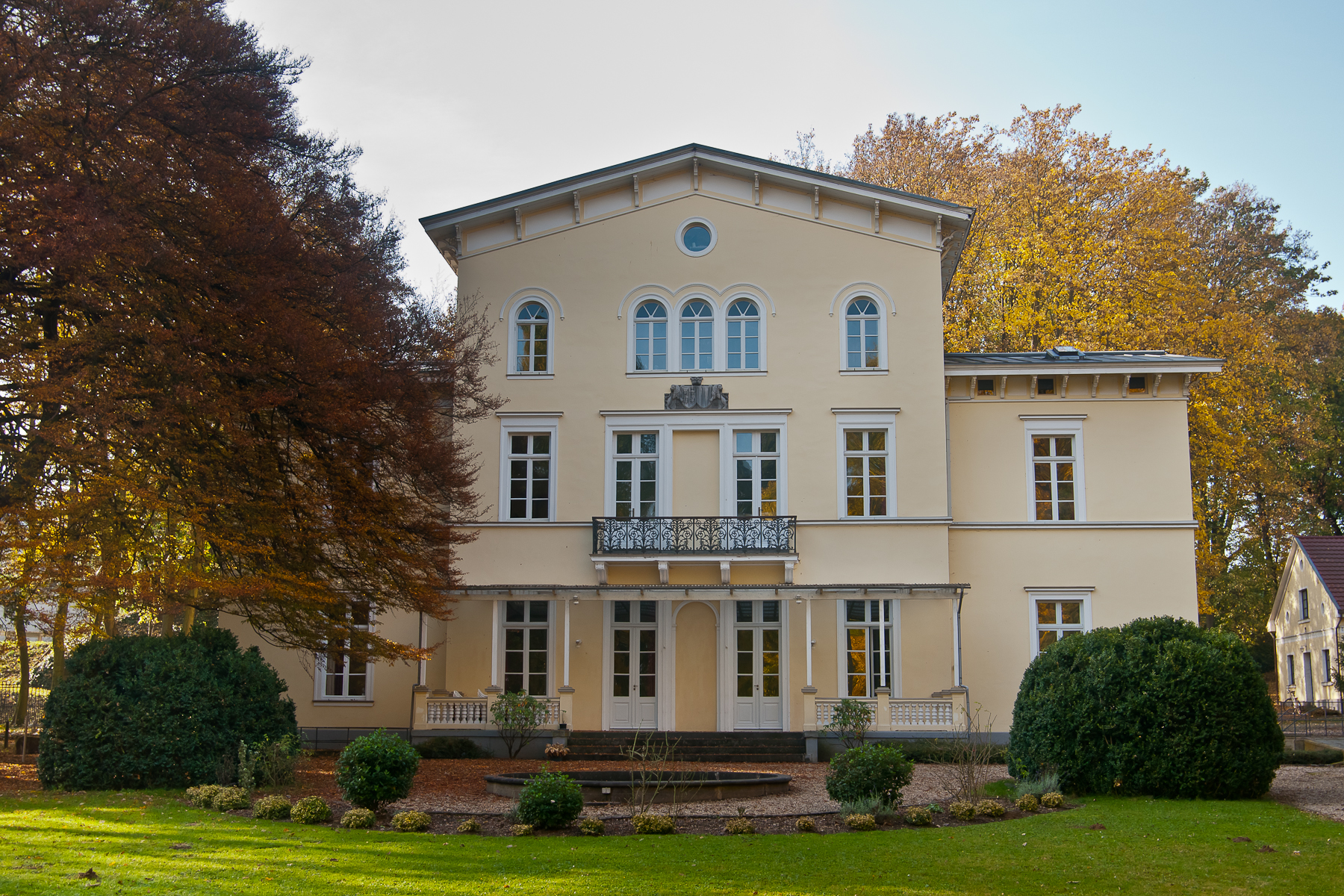
Haus Wittgenstein (2011)

Das Haus Wittgenstein ist eine Villa in Roisdorf, einem Ortsteil der Stadt Bornheim im nordrhein-westfälischen Rhein-Sieg-Kreis. Sie steht als Baudenkmal unter Denkmalschutz.

## Lage
Das Haus Wittgenstein befindet sich am westlichen Ortsrand von Roisdorf am Hang des Metternichsbergs auf einer Höhe von 84 m ü. NHN. Erschlossen wird es über eine von der Straße Ehrental ausgehende Stichstraße. Das Gelände ist weiträumig umzäunt.

## Geschichte
Die Villa geht auf eine mittelalterliche Höhenburg derer von Metternich an gleicher Stelle zurück. 1789 war das Gelände in den Besitz der Familie Wittgenstein übergegangen. Die heutige klassizistische Villa anstelle des mittelalterlichen bzw. barock umgebauten Vorgängerbaus wurde 1844/45 nach einem Entwurf des Kölner Dombaumeisters Ernst Friedrich Zwirner für den Kölner Unternehmer Heinrich von Wittgenstein als Sommersitz errichtet. Teile des Vorgängerbaus haben sich als Mauerwerk im Kellergewölbe erhalten. Zu dem Anwesen gehörte auch ein 4,5 Hektar großer Landschaftspark sowie unter anderem ein Kelterhaus. Nach dem Tod der letzten Besitzerin aus der Familie von Wittgenstein, der verwitweten und kinderlosen Sibylle von Wittgenstein, erbten deren Schwager Friedrich von Kesseler und seine Frau Theresia von Wittgenstein das Anwesen. Sie ließen daraufhin einen Grenzstein mit den Initialen „vK“ aufstellen und ein neues schmiedeeisernes Gitter mit dem Wappen der Familie Kesseler und der Jahreszahl 1918 anfertigen.
In der Zeit des Nationalsozialismus richtete der Reichsarbeitsdienst 1934 ein Lager für Arbeitsmaiden in der Villa ein, die außerdem in dieser Zeit als Tagungshaus von Jungführerinnen und Urlaubsheim der Wehrmacht genutzt wurde. Anschließend war sie von 1945 bis 1952 Residenz der Prinzessin Armgard zur Lippe-Biesterfeld, Mutter des Prinzen der Niederlande. Mitte der 1950er diente das Haus als Kneipp-Sanatorium, in den 1960er- und 1970er-Jahren auch als Nervenklinik. 
Nach dem Tod des letzten Besitzers Friedrich Franz Freiherr von Proff-Irnich von Kesseler (1905–1984) wurde die Anlage durch die Erbengemeinschaft an die damals noch junge Partei Die Grünen verkauft, die dort eine Zukunftswerkstatt als Zentrum für eine neue politische Kultur einrichten wollte. Bei dem dazu erforderlichen Umbau kam es zu steuerlichen Unregelmäßigkeiten. Auf einer außerordentlichen Bundesversammlung in Karlsruhe im Dezember 1988 sprach sich die Mehrheit der Delegierten wegen der Unregelmäßigkeiten für den Rücktritt des Bundesvorstandes aus, der die Vorwürfe nicht hatte ausräumen können. Daraufhin traten die drei Parteisprecher Jutta Ditfurth, Regina Michalik und Christian Schmidt von ihren Ämtern zurück. Statt als Zukunftswerkstatt diente die Villa nach Vollendung des Umbaus im Jahre 1989 als Tagungshaus und Sitz der Finanzverwaltung der Partei. Nachdem die Grünen infolge der Bundestagswahl 1990 aus dem Deutschen Bundestag ausschieden, wurde 1991 auch die Bundesgeschäftsstelle der Partei (ab 1993 Bündnis 90/Die Grünen) in das Haus Wittgenstein verlegt. 1995 zog diese wieder nach Bonn in die Nähe der SPD-Parteizentrale um.
Die Eintragung von Haus Wittgenstein in die Denkmalliste der Stadt Bornheim erfolgte im Januar 1987. Seit 1996 ist Haus Wittgenstein Sitz der theologischen Fachschule Bibelseminar Bonn sowie des freikirchlichen Hilfswerkes To All Nations.